# Šare
Pour les articles homonymes, voir Sare.
Šare (en serbe cyrillique : Шаре) est un village de Serbie situé dans la municipalité de Sjenica, district de Zlatibor. Au recensement de 2011, il comptait 146 habitants.

## Démographie
| 1948 | 1953 | 1961 | 1971 | 1981 | 1991 | 2002 | 2011 |
| ---- | ---- | ---- | ---- | ---- | ---- | ---- | ---- |
| 487  | 530  | 515  | 272  | 263  | 434  | 250  | 146  |

|  |